# Dorieo de Esparta
Dorieo (griego antiguo Δωριεύς), († 510 a. C.) fue un hijo de Anaxandridas II, rey de Esparta, de la familia de los Agíadas. 

## Pretendiente al trono
Heródoto menciona que Dorieo tenía más méritos para ostentar la realeza que Cleómenes I, su hermanastro, pero que los espartiatas en virtud de la norma (nomos) elevaron al trono a Cleómenes. Las esperanzas y desesperación de Dorieo estaban directamente relacionadas con que no podía dejar de respetar la decisión. Aunque de hecho se trataba de un caso excepcional, ya que el rey Anaxandridas, padre de los pretendientes, había, de manera atípica, sido autorizado a tener dos esposas. La pregunta desde entonces es si la madre de Cleómenes podía ser considerada como esposa legítima, al igual que la futura madre de Dorieo, o si no era más que una esposa secundaria. La noticia de que la primera esposa estaba encinta no implicaba que el nasciturus tuviera preferencia sobre Cleómenes. Además, hay que hacer notar que la segunda mujer de Anaxandridas era una descendiente del famoso éforo y sabio Quilón.

## Abandono de Esparta y viajes de colonización
Soliviantado por tener que ser súbdito de su hermano, se llevó a un grupo de espartiatas  a fundar una colonia, sin haber consultado previamente al Oráculo de Delfos a qué lugar había de ir a establecerla. Dirigió sus naves a Libia, y los tereos, quienes según Heródoto descendían de los espartanos, le hicieron de guías dado su conocimiento de las costas nororientales de África. Se instaló en Cínipe, a orillas de un río en la zona del Golfo de Sidra. A los dos años regresó al Peloponeso, al ser expulsado por los libios macas y los cartagineses. Allí Antícares de Eleón, que debía ser un chrēsmólogos, un adivino que tenía una colección de oráculos que en el siglo VI a. C. se atribuían a Layo, le aconsejó que colonizase la región del monte Erice, en el extremo noroccidental de Sicilia. Le aseguró que todo este territorio pertenecía a los Heráclidas. Dorieo fue a Delfos para consultar si lograría colonizar dicha zona, y la Pitia le respondió afirmativamente. Al mando del contingente de colonos puso rumbo a Italia, costeándola, llegó a Sicilia y fundó en la región de dicho monte la ciudad de Heraclea.

## Guerra entre Síbaris y Crotona
Refiere Heródoto que en la guerra que sostuvieron los sibaritas y los crotoniatas, prestó ayuda a estos últimos y les ayudó a conquistar Síbaris (510/510 a. C.), según afirmaban los primeros, pero los crotoniatas sostenían que no cooperó con ellos. En apoyo de sus afirmación, los sibaritas aducían que Dorieo erigió un templo en honor de Atenea Cratia, después de haber participado en la conquista de la ciudad. Por su parte los crotoniatas alegaban que al espartano no se le concedió ninguna recompensa ni prerrogativas.
En el curso de una batalla contra los cartagineses y egesteos murió junto con sus compañeros espartiatas, Tésalo, Parébatas, Céleas y Filipo de Crotona.
El historiador de Halicarnaso concluye que la causa de la muerte de Dorieo se debió a su extralimitación: la pregunta al Oráculo de Delfos de si lograría apoderarse de la región a la que pensaba ir, fue contestada afirmativamente, pero no especificó la meta de su viaje; por lo que con la conquista de Síbaris se veía cumplida la predicción. Su pretensión de adueñarse después de la región de Erice era, de hecho, extralimitarse.